# 漁人椰油之戰
漁人椰油之戰，是發生在台灣日治時期，蘭嶼島上達悟族的漁人部落與椰油部落之間因為魚場爭議而發生的械鬥事件，最後雙方在警察的介入下不分勝負，和解結束。

## 起因
有一位名為希亞曼．卡拉瓦（Siaman－Kaiawat）的漁人部落族人，他在跟椰油部落的一位女性結婚後搬至椰油部落，在1938年8月的某一天，他和其他七位同部落的族人在向日本人兜售漁獲，並且在回家路上提議在漁人溪口捕章魚，但那裡是漁人部落的魚場，此舉引來了漁人部落不分男女老少的痛斥，椰油部落的族人被罵後相當不開心，回到部落後便開始組織軍隊，準備在明天跟漁人部落開戰；漁人部落雖然希望和平解決問題但無法阻止，而希亞曼．卡拉瓦的兩位兄弟在當天晚上前去找他，表示跟引發一切爭端的他斷絕關係，而他本人對此表示相當後悔。

## 戰鬥

### 椰油出兵
隔天早上，椰油部落的軍隊以希亞曼．卡拉瓦為領袖，開始進逼漁人部落，並且在一處名叫Jirakoavocid（今蘭嶼台山附近）的山腳下停下來，要在那裡種田的一位婦人回去告知漁人部落雙方在那裡戰鬥。漁人部落得知後才開始進行準備，並且花了好一段時間，直到椰油部落等得不耐煩派人來催才出發前往戰場。

### 戰鬥過程
漁人部落的婦女打探到椰油部落的大部隊主要在山旁邊的平地，只配屬了幾名善戰的人在山腳下，因此他們選擇也派出幾個善戰的人去牽制他們，並由雙方的大部隊進行達悟族式的傳統戰爭：持棍棒的人互毆、持盾的人向前逼近、投石的人則在持盾的人後面丟石頭、婦女們則在戰線後方蒐集石頭支援前線。戰鬥中椰油部落的勇士希浪浪（Si-Rangirang）對上漁人部落希央里德尼（Si-Anlikdeni）與其表哥，雙方勢均力敵；但另一位勇士希亞曼．克麼克滋（Siaman－Kemekez）和其子被希亞曼．央木（Siaman－Ngamoon）以船槳大的棍棒毆打致重傷；山腳下的戰鬥也是以漁人部落占優勢，戰況開始出現變化。

### 結束
在雙方戰鬥最激烈的時候，四名日本警察趕到現場對空鳴槍，要達悟族人立刻停下來，雙方只好各自收兵撤退，椰油部落的族人還在路上搗毀所有漁人部落的芋頭田。

## 後續
在那之後，雙方依照傳統方式花了兩天的時間賠償傷者家庭，其中以椰油部落的傷者較多，並且於第三天召開一場大宴會，並且分送芋頭和豬肉給其他四個部落，事件才終告結束。